# Taxonomia de la UE per a activitats sostenibles
La taxonomia de la UE per a activitats sostenibles (també coneguda com a taxonomia verda europea o simplement taxonomia europea) és un sistema de classificació establert per determinar quines inversions són ambientalment sostenibles, en el context del Pacte Verd Europeu. L'objectiu de la taxonomia és prevenir la rentada d'imatge verda ("greenwashing") i ajudar els inversors a prendre decisions més verdes. Les inversions es valoren sota sis objectius: mitigació del canvi climàtic, adaptació al canvi climàtic, economia circular, contaminació, efectes sobre l'aigua i biodiversitat. La taxonomia va entrar en vigor el juliol de 2020. El Regne Unit està treballant en la seva pròpia taxonomia de forma separada.

## Visió general
La taxonomia de la Unió Europea (UE) es va implementar com a part de les iniciatives del Pacte Verd Europeu. La UE va llançar el Pacte Verd Europeu d'acord amb els objectius de l'Acord de París, que estableix els objectius per aconseguir una economia neutra en carboni l'any 2050. El Pacte Verd Europeu es basa en el Pla d'Acció Europeu amb l'objectiu de reforçar els fons de creixement sostenible, amb l'objectiu de reorientar els fluxos de capital cap a la inversió sostenible. Les finances sostenibles són un dels pilars principals del Pacte Verd de la UE i requereix que el sector privat i els inversors en general desviïn el seu finançament cap a una transició verda. Per tant, per assolir els objectius del Pacte Verd Europeu, la Comissió Europea (CE) orienta inversions cap a projectes i activitats sostenibles. Aquest pla d'acció va donar lloc a la taxonomia verda europea.
La taxonomia de la UE és un esquema de classificació verda per a activitats econòmiques específiques per avaluar els seus objectius ambientals. En essència, la taxonomia de la UE és un sistema que determina activitats ambientalment sostenibles i ofereix maneres a través de les quals una empresa pot calcular la seva facturació valorada en termes de sostenibilitat. El Reglament de taxonomia de la UE va ser publicat oficialment per la UE el 22 de juny de 2020, després de la seva aprovació pel Parlament Europeu el 18 de juny de 2020 i va entrar en vigor el 12 de juliol de 2020. A partir d'aquest moment, la taxonomia de la UE es considera una de les principals eines que ajuda el sistema financer a redirigir el capital cap a una economia baixa en carboni d'acord amb l'Acord de París. Segons les conclusions del Grup Tècnic d'Experts (GTE), la taxonomia de la UE s'ha sotmès a diverses proves tant en el sector públic com privat, que inclou el Banc Europeu d'Inversions i la gestió d'actius de BNP Paribas.

### Tasques preparatòries
El treball preparatori va començar el 2018, quan la Comissió va crear un GTE en finances sostenibles per assessorar en el desenvolupament de la taxonomia de la UE, amb l'OCDE com a observadora. En el cas de la taxonomia, la tasca principal del GTE era desenvolupar criteris tècnics de selecció que servissin per determinar si una activitat era ambientalment sostenible. A finals de 2018, el GTE va publicar un primer informe que va introduir els primers criteris per a les activitats que contribueixen a la mitigació del canvi climàtic, un dels sis objectius ambientals de la taxonomia, i va anar acompanyat d'un període de consultes sobre els criteris proposats sobre aquests criteris i sobre la usabilitat de la taxonomia. L'informe final sobre taxonomia de la UE va ser publicat pel GTE el març de 2020, que contenia les respostes al període de consultes, unes recomanacions a la CE sobre el disseny de taxonomia, una guia pràctica per als usuaris de taxonomia sobre com fer divulgació d'indicadors i unes recomanacions a la Plataforma de Finances Sostenibles (PFS), que encara no s'havia constituït en el moment de la publicació de l'informe. L'informe final del GTE anava acompanyat d'un annex tècnic, que contenia una metodologia actualitzada per avaluar la «contribució substancial» d'una activitat econòmica a la mitigació del canvi climàtic, criteris tècnics de cribratge actualitzats i nous criteris sobre activitats que es podria tenir en compte en el futur d'incloure en la taxonomia. El mandat del GTE, que inicialment havia de finalitzar el juny de 2019, es va prorrogar fins al setembre de 2020, a causa de l'elevat volum de comentaris rebuts després de la publicació del primer informe. El GTE va continuar funcionant amb funcions d'assessorament després de la publicació de l'informe tècnic final, a l'espera que la PFS estigués operativa.

### Objectius
Malgrat el seu potencial per proporcionar un finançament sostenible als seus proponents, la taxonomia de la UE continua sent voluntària. Es posa a disposició d'empreses i inversors que desitgin millorar els seus interessos climàtics i ambientals, per utilitzar-lo com un marc adaptable. Per a aquells que vulguin confiar en la taxonomia de la UE, hi ha una disposició d'objectius assolibles i coherents que proporciona una comprensió comuna de quines són les activitats econòmiques verdes i, per tant, formen part dels objectius ambientals de la UE. El juliol de 2018 es va assignar a un GTE l'encàrrec de redactar la primera versió dels criteris d'avaluació tècnica i assegurar-se que aquests criteris s'ajustessin als objectius de protecció ambiental de la UE. Això va portar a la presentació de la primera proposta per a la taxonomia de la UE el març de 2020. S'hi identifiquen sis objectius ambientals, amb els quals ha de complir una activitat econòmica, per ser inclosa en la taxonomia de la UE. Els 6 objectius ambientals de la UE establerts pel Reglament de taxonomia són:
- Mitigació del canvi climàtic.
- Adaptació al canvi climàtic.
- Ús sostenible i protecció dels recursos hídrics i marins.
- Transició a una economia circular.
- Prevenció i control de la contaminació.
- Protecció i restauració de la biodiversitat i els ecosistemes.

### Requisits
Per tal que una activitat econòmica sigui certificada com a mediambientalment sostenible, d'acord amb la taxonomia, ha de fer una contribució substancial a almenys un dels objectius esmentats i, simultàniament, no tenir un impacte perjudicial significatiu en cap dels altres cinc. El principi que ho defineix s'anomena "No fer danys significatius" (en anglès «Do No Significant Harm», DNSH). A banda dels 6 objectius ambientals, la taxonomia de la UE també estableix doncs quatre requisits que ha de complir una activitat econòmica per tal d'estar orientada a la taxonomia:
- Fer una contribució substancial a almenys un objectiu ambiental.
- No fer cap dany significatiu a cap altre objectiu ambiental.
- Complir amb les garanties socials mínimes.
- Complir amb els criteris tècnics de selecció.

## Els principals actors implicats en el procés legislatiu
Els principals actors implicats en el procés legislatiu encaminat a la constitució de la taxonomia són, en diferents etapes i en diferent mesura:
- La Comissió Europea (CE).
- El grup tècnic d'experts en finances sostenibles (GTE).
- El Grup d'experts dels estats membres en finances sostenibles.
- La Plataforma de Finances Sostenibles (PFS).
- El Parlament Europeu (PE) i el Consell de la Unió Europea.

## Actes delegats
El reglament de la taxonomia de la UE faculta expressament la Comissió per adoptar actes delegats, prèvia consulta a la Plataforma sobre Finances Sostenibles i al Grup d'experts en finances sostenibles dels estats membres. Des de l'entrada en vigor del Reglament, la Comissió ha adoptat dos actes delegats, mentre que un tercer que ha estat aprovat en principi, però encara no adoptat (a octubre de 2023).

### Primer acte delegat
El primer, l'Acte Delegat de Taxonomia Climàtica de la UE, es va adoptar el juny de 2021 i es va publicar al Diari Oficial el desembre del mateix any. Estableix criteris tècnics de selecció per determinar si una activitat econòmica contribueix substancialment a l'adaptació al canvi climàtic i a la mitigació del canvi climàtic. Malgrat l'important debat polític sobre la possible inclusió de l'energia nuclear i el gas natural com a inversions verdes, cap de les dues està qualificada com a actiu verd en el primer acte delegat. En el seu preàmbul s'indica que per a l'energia nuclear l'avaluació continua en curs, i el gas natural s'inclourà en un futur acte delegat si compleix els requisits per ser considerat com una activitat transitòria.

### Segon acte delegat
La Comissió va adoptar l'Acte delegat de divulgació el juliol de 2021 i es va publicar al Diari Oficial el desembre de 2021. Complementa l'article 8 del Reglament de taxonomia, i especifica el contingut, la metodologia i la presentació de la informació que han de comunicar tant les entitats financeres com les no financeres. Ajuda a les empreses que estan subjectes als requisits de divulgació en virtut de l'article 8 del Reglament de la taxonomia, a traduir els criteris tècnics de selecció en índexs de rendiment pel que fa a la facturació, les despeses de capital i les despeses d'explotació. Els requisits d'informació s'estableixen als annexos de l'acte delegat, i poden diferir en funció de la naturalesa de l'entitat (entitats financeres o no financeres) i entre els diferents tipus d'entitats financeres (gestors d'actius, entitats de crèdit, empreses d'inversió, societats d'assegurances i reassegurances).

### Tercer acte delegat
La Comissió va aprovar en principi l'Acte Delegat Complementari del Clima el febrer de 2022, però encara no s'ha adoptat formalment (a octubre de 2023). És el més polèmic dels tres actes delegats i ha reactivat el debat sobre la inclusió de l'energia nuclear i el gas natural a la taxonomia. En l'acte delegat, determinades activitats del sector del gas i nuclear s'inclouen a la taxonomia com a activitats de transició que contribueixen substancialment a la mitigació del canvi climàtic. La inclusió d'aquestes activitats es produeix després de la publicació de dos informes, un del GTE el 2019 i el segon del CCR, el 2021, així com de les consultes amb la PFS i el grup d'experts dels Estats membres, que van donar lloc a conclusions diferents. Una votació per rebutjar aquesta llei al PE no va aconseguir la majoria requerida.

## Aplicabilitat per a la banca
L'Autoritat Bancària Europea (ABE) ha d'especificar l'aplicabilitat de la taxonomia per als bancs comercials. El març de 2021, l'ABE va proposar obligar els bancs a fer pública una «ràtio d'actius verds» i altres indicadors clau. A partir del 2024, els bancs també hauran de divulgar els indicadors d'eficiència energètica de les seves carteres hipotecàries.

## Debat sobre el gas natural i l'energia nuclear

### Dins dels grups d'experts
Les classificacions de gas natural i energia nuclear són controvertides. El debat sobre la inclusió de determinades activitats nuclears i de gas natural a la taxonomia verda es va complementar amb dos informes: un del GTE, que inclou majoritàriament institucions del sector financer, i un del Centre Comú de Recerca (CCR), la funció del qual és proporcionar assessorament científic independent a la política de la UE i que duu a terme investigacions sobre seguretat nuclear i salut per a Euratom. En l'annex tècnic del seu informe, el GTE va concloure que l'energia nuclear podria contribuir a l'objectiu de mitigació del canvi climàtic, però va recomanar no incloure-la a la taxonomia en aquesta fase, per les dificultats per arribar a una conclusió respecte al compliment de l'energia nuclear amb el principi de "no fer cap dany significatiu".
D'altra banda, l'informe publicat pel CCR va concloure que, amb les tecnologies disponibles actualment i sota el marc regulador actual, l'impacte de l'energia nuclear es mantindria per sota dels nivells nocius. L'informe va ser revisat per un grup d'experts de la Comissió (els experts dels Estats membres en protecció radiològica i gestió de residus, l'anomenat "grup d'experts de l'article 31") que el va valorar positivament, mentre que el Comitè Científic de Salut, Medi Ambient i Riscos Emergents va criticar l'enfocament utilitzat per avaluar el compliment del principi de "no fer cap dany significatiu". La Plataforma de Finances sostenibles, que inclou diversos grups d'interès, ONG i institucions internacionals, en un informe publicat el gener de 2022 va plantejar preocupacions sobre la inclusió de l'energia nuclear a la taxonomia, argumentant que les activitats nuclears no s'han de considerar alineades amb la taxonomia, ja que no garanteix el compliment del principi de "no fer danys significatius". Així mateix, la PFS va assenyalar els criteris de cribratge tècnic aplicats a les noves centrals nuclears que s'haurien de complir per rebre el permís de construcció a partir de l'any 2045. Per tant, és possible que les activitats nuclears que comencin les seves operacions massa tard no compleixin també l'objectiu de contribuir substancialment a reduir els impactes del canvi climàtic, ja que l'objectiu de neutralitat climàtica s'ha d'assolir el 2050.
Pel que fa al gas natural, en el mateix informe la PFS va suggerir mantenir només els criteris que estableixen un determinat llindar d'emissions de gasos d'efecte hivernacle, deixant la porta oberta a que algunes de les activitats que generen més emissions es considerin com a activitats de "transició intermèdia" -tot i que no sostenible-, però només sota una taxonomia ampliada addicional.

### Estats membres
El 2015 el gas va constituir el 22% del mix energètic de la UE i l'energia nuclear el 13,6%.
El gas natural és vist per alguns països com el pont entre el carbó i les energies renovables, i aquests països defensen que el gas natural es consideri sostenible sota un seguit de condicions. Alemanya, en particular, va ser un ferm partidari de la seva inclusió a la taxonomia, a més a més, va avançar una sol·licitud a la Comissió per alleujar encara més les restriccions ambientals al seu ús. En una carta enviada a la Comissió, els Països Baixos, Àustria, Suècia i Dinamarca es van oposar a la inclusió del gas natural.
Pel que fa a l'energia nuclear, les preocupacions per la seguretat i l'eliminació de residus havien fet que Espanya, Bèlgica i Alemanya es comprometessin a abandonar l'energia nuclear durant els següents anys, tot i que Bèlgica va ajornar-ho deu anys després de la invasió russa de Ucraïna. Sobre la inclusió de l'energia nuclear a la taxonomia, un grup de quatre països (Espanya, Dinamarca, Àustria i Luxemburg) ha cosignat una carta oberta per criticar el projecte d'inclusió de la Comissió. Àustria i Luxemburg fins i tot han amenaçat amb demandar la Comissió davant el Tribunal de Justícia de la UE si incloïa les dues fonts d'energia a la taxonomia, perquè debilitaria la seva credibilitat.
D'altra banda, França promou la inclusió de l'energia nuclear a la taxonomia, amb el suport de Bulgària, Croàcia, Txèquia, Finlàndia, Hongria, Polònia, Romania, Eslovàquia i Eslovènia. Els ministres d'economia i energia d'aquests països van publicar un article d'opinió conjunt l'11 d'octubre de 2021 per defensar el paper de l'energia nuclear en la lluita contra el canvi climàtic. A més, defensen que això comportaria un millor control dels preus de l'energia, ja que el preu de l'energia nuclear és més estable que el del gas natural, que principalment s'importa. A més, una carta conjunta a la Comissió de Finlàndia i Suècia va demanar la supressió del termini màxim per a la inversió en energia nuclear, criticant els estrictes criteris d'eliminació de residus, que al seu parer no tenen en compte els avenços aconseguits en els dos països.

### Actors privats
FORATOM, en representació de la indústria nuclear europea, va donar la benvinguda a la inclusió de les activitats nuclears a la taxonomia, argumentant alhora que no s'hauria de considerar només una activitat de transició, i va proposar l'impuls per a que l'energia nuclear formi part del mix energètic de la UE més enllà del 2050. EUROGAS, l'associació que representa el sector gasista europeu, en la seva resposta al període de consultes després del primer informe del GTE de l'agost de 2019, va destacar el paper crucial de les inversions en infraestructures de gas per contribuir a la transició energètica. Per aquest motiu, van proposar impulsar que les inversions en infraestructures de gas fossin etiquetades com a activitats sostenibles sota la taxonomia de la UE.

### Votació al Parlament Europeu
El compromís entre gas i nuclear es va atenuar pel fet que la Comissió va optar per la inclusió de les dues controvertides fonts d'energia a la taxonomia en una única iniciativa legislativa, la qual cosa implicava que els Estats membres i el Parlament Europeu podien rebutjar tota la proposta alhora o bé adoptar-la en el seu conjunt. Això va portar la comissió a proposar oficialment la inclusió de la nuclear i del gas a la taxonomia el febrer de 2022.
El 6 de juliol de 2022 el Parlament Europeu va votar en contra d'una resolució per rebutjar la inclusió de l'energia nuclear i el gas natural a la taxonomia. 278 eurodiputats van votar-hi a favor quan es calia una majoria absoluta de 353.